# Kim Edwards
Kim Edwards (Killeen, 4 maggio 1958) è una scrittrice statunitense.
Ha raggiunto la notorietà con il suo primo romanzo, Figlia del silenzio (2006), che compare nella lista dei bestseller del New York Times, e che ha vinto il Popular Fiction Award e il British Book Award 2008.
Ha scritto una raccolta di piccole storie, The Secrets of a Fire King (1997), che divenne un candidato nel 1998 per il premio Premio PEN/Hemingway, ed ha vinto il Whiting Award e il Nelson Algren Award. Laureata all'Università Colgate e al Programma di scrittura creativa (più noto come l'Iowa Writers' Workshop), attualmente insegna scrittura alla Università del Kentucky.
Il suo ultimo romanzo pubblicato è Un giorno mi troverai (2011) (The lake of dream nel titolo originale), storia di Lucy Jarrett che si ritrova, senza volerlo, alla ricerca di una sua antenata.